# Жиган (жаргон)
Жига́н — в начале XX века в преступной среде так называли «политических» заключённых — оппонентов большевиков и воров в законе. С середины века этим словом начали называть самих воров в законе. В современном мире жаргонизм чаще используется в лирических произведениях.

## Этимология слова

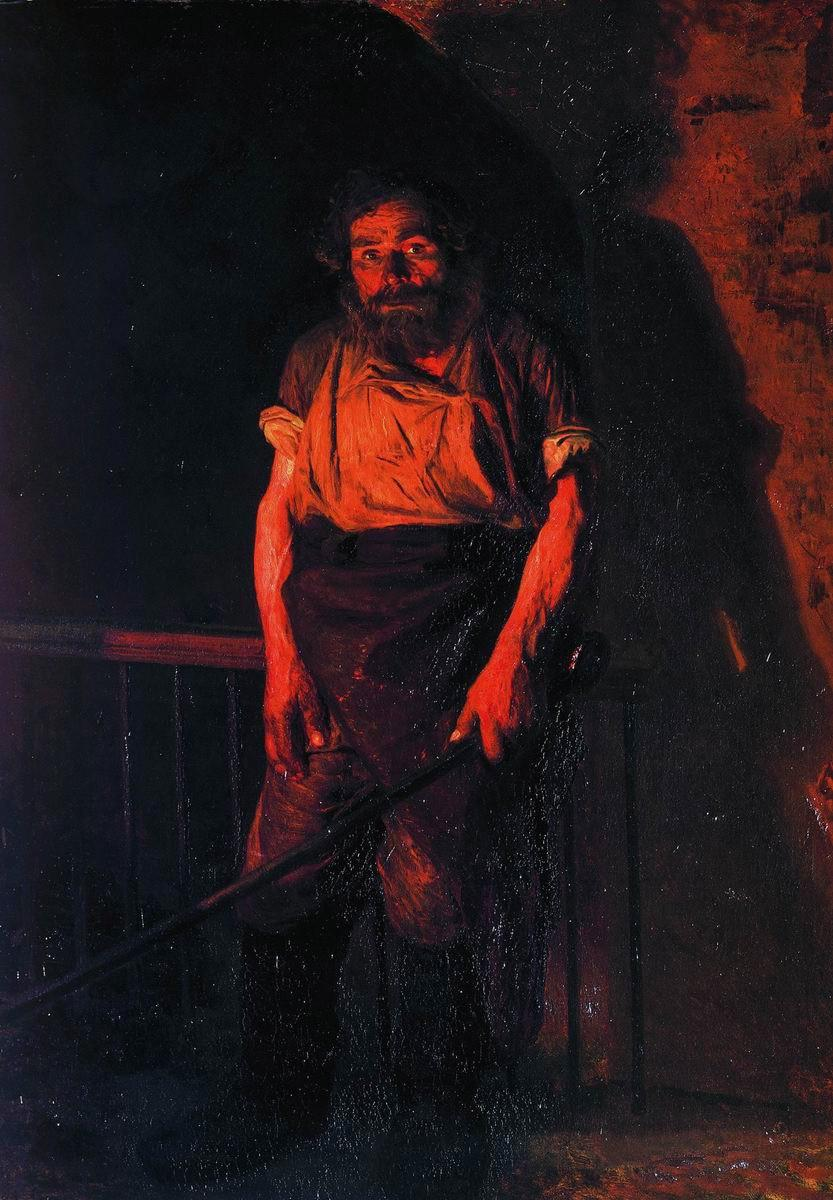
«Кочегар», картина Н. Ярошенко, 1878

Изначально слово «жиган» появилось в региональных говорах Сибири и образовалось от глагола «жечь». Корни «жиг» и «жег» в них означали «палить» и «гореть». Вначале слово «жиган» ассоциировалось с огнём. Так называли кочегаров, истопников, винокуров — людей на каторжных промыслах, которые были обязаны регулярно подкладывать дрова в печь и стоять целые сутки в тесном подвале около удушливого печного жара. Исследовавший царскую каторгу в XIX веке С. В. Максимов указывает, что работа эта была не только чрезвычайно тяжёлая, но и смертельно опасная из-за высокого риска «угореть», то есть смертельно отравиться угарным газом и продуктами сгорания. В отличие от вольнонаёмных кочегаров в котельных, которые могли выйти наружу и перевести дух, истопников-каторжников в подвале сажали на цепь перед началом смены и отстёгивали в её конце, по прошествии суток (если конвоир не забудет прийти), и куда-либо отойти от топки было невозможно. Покрыты они были после этого густым, трудно смываемым слоем сажи, работа эта сильно истощала организм, приводила к перегреву, обезвоживанию, накоплению токсинов и прочим негативным последствиям. Уголовники избегали такую работу, кроме того царскими циркулярами было прямо прописано на самые тяжкие работы отправлять разных провинившихся перед режимом, поэтому её поручали самой бесправной категории заключённых — так называемым «политическим» (членам разных обществ, полякам, «народникам», «федералистам», «автономистам», «самостийникам» и т. п.).
Позднее, по одной из версий, на основе переносного значения в говорах этим словом начали называть дерзких преступников. По другой — каторжанам выжигали слово «вор» на лбах и щеках, и слово произошло от глагола «выжигать».
Само слово существовало ещё во времена царской России. В словаре Василия Трахтенберга «Блатная музыка», который появился в 1908 году, описывается следующее значение слова: «представитель тюремного и острожного пролетариата; жалкий нищий, унижаемый арестантами и сам унижающийся перед более сильными и богатыми». Иногда жиганами называли тех, кто проигрался в карты на каторге. Только в середине двадцатых годов слово приобрело своё новое значение, и им стали называть представителей высшей касты криминального мира.

## История жиганов
После Гражданской войны много царских офицеров, прошедших в том числе и Первую мировую войну, ушло в подпольный мир. Поначалу их именовали «идейными». Они придерживались своих политических взглядов, но со временем их действия начали сводиться к откровенному криминалу и противостоянию советской власти. Сами предводители таких банд, как правило, не участвовали в преступлениях, а управляли ими, используя малолетний контингент, который называли «босяками» и «шпаной». Другие представители криминального мира стали именовать их предводителей презрительным до революции словом «жиган». К 1920-м годам, по некоторым сведениям, криминальный мир поделился на две категории — воров старой формации и «новых жиганов», которые включились за борьбу за лидерство. Вторая группа отличалась от первой в основном мотивами преступлений: они часто совершались из-за ненависти к советской власти. Совершались они хорошо организованными группами, которые подчинялись кодексу поведения, напоминавшему офицерский. Позднее он лёг в основу воровского. Основной идеей было отрицание работы. Жиганы занимались рэкетом, брали под контроль бывших нэпманов, служителей церквей, проворовавшихся чиновников. В тюремной иерархии находились на высшей ступени.
Некоторые[какие?] источники сообщают, что жиганы мало использовали блатной жаргон и заимствовали множество цыганских слов в своей речи. Они носили нательные кресты, что, по их мнению, было знаком того, что они поступают «по-божески». К концу 1920-х годов влияние воров в законе стало возрастать. Их преступления отличались минимумом применяемого насилия. Количество жиганов стало уменьшаться. Они пытались сойтись с воровской кастой, но те не стремились к сближению. Слишком много тяжёлых преступлений висело на этой[какой?] части представителей тюремного мира. Молодые преступники — босяки — подросли и стали выходить из-под опеки своих бывших наставников. Отделению способствовала и советская пропаганда, которая всячески пыталась лишить влияния бывшую аристократию. Наиболее отчаянные молодые преступники стали называться «урками» и превратились в отдельную часть криминального мира. Они совершали в основном особо опасные преступления, такие как грабежи, разбои и налёты. Урки дистанцировались от жиганов и окружали себя другими преступниками, которых называли «пристяжью». Воры и урки внедрили лозунг «не жить за счёт братьев». Он служил контрпропагандой сотрудничества с жиганами, которые жили за счёт своего окружения. Раскол между кастами усугубился, когда воры в законе ввели правило не вводить в свою среду «тяжеляков», то есть лиц, осуждённых за неимущественные преступления. Это закрыло возможность интеграции жиганов и урок в воровской мир. Размежевание воров, жиганов и урок усилилось, когда в уголовный кодекс ввели самостоятельную статью, предусматривающую наказание за кражу — тайное хищение имущества. В 1940-е годы в лагерях утвердился новый «воровской закон», что окончательно закрепило доминирование данного типа тюремного контингента в местах лишения свободы. В 1960-е годы воров в законе стали также называть жиганами, и слово утеряло свой изначальный смысл.

## В современной культуре
В 1994 году вышел альбом певца Михаила Круга «Жиган-лимон», включающий одноимённую песню. Часть музыкальных критиков называет альбом одним из лучших в русском шансоне.